# Вольфенбюттель
Вольфенбю́ттель (нім. Wolfenbüttel, ниж.-нім. Wulf(f) enbüttel) — місто в Німеччині, районний центр району Вольфенбюттель, розташований в землі Нижня Саксонія.

## Географія
Вольфенбюттель знаходиться на південному сході Нижньої Саксонії між Гарцем та Люнебурзською рівниною, на південному кордоні Північнонімецької низовини з передгір'ями Гарца. Місто знаходиться за 12 км на південь від Брауншвейга і за 60 км на південний схід від столиці федеральної землі Ганновера. По сусідству з містом Вольфенбюттель розташовуються також Зальцгіттер, Бад-Гарцбург, Гослар, Гільдесгайм, Пайне та Вольфсбург. Через місто протікає річка Окер, яка в районі Гальхтер впадає в річку Альтенау.

## Адміністративний устрій
Місто входить до складу району Вольфенбюттель. Офіційний код — 03 1 58 037 . Місто поділяється на 17 міських районів. 1974 року до території міста було приєднано 10 сусідніх населених пунктів.
Площа — 78,46 км2. Населення становить 51 986 ос. (станом на 31 грудня 2021).
| Рік  | Населення |
| ---- | --------- |
| 1990 | 51 413    |
| 1995 | 53 622    |
| 2000 | 54 344    |
| 2005 | 54 730    |
| 2010 | 53 460    |

## Історія

### Назва
Друга частина складного слова -büttel часто зустрічається в географічних назвах на півночі Німеччини й походить давньонижньонімецької мови та означає «будинок з двором», «поселення». Місто отримало свою назву завдяки невідомому історії Вульфері (або Вульферусу) (Wulferi), що осів біля броду на Окері та заснував «Поселення Вульфері» (Wulferis Buttle).

### Заснування міста
Місто було ймовірно засноване в X столітті, коли біля броду в болотистій заплаві Окера оселився переселенець Вульферус. Перших поселенців приваблювала переправа через Окер на важливому торговельному та військовому шляху, що поєднував Рейн з Ельбою. Шлях вів далі через сусідній Брауншвейг, єпископства Гальберштадт та Гільдесгайм до Лейпцига.
Перша згадка про Вольфенбюттель в документах датується 1118 роком, коли Відекінд Вольфенбюттельський зміцнив селище фортецею, оточеною ровом з водою, яка в непевні часи давала притулок та захист купцям та мандрівникам.

### Міський розвиток
1283 року Вольфенбюттель був перебудований під резиденцію герцога Генріха I з роду Вельфів, а 1500 року обнесений фортечним муром.
1432 року Вельфів було вигнано з Брауншвейга, тож вони оселилися в Вольфенбюттелі й зробили своєю резиденцією місцевий палац, оточений ровом. Цей замок був резиденцією герцогів Брауншвейзьких та Люнебурзських до 1754 року. У XVI столітті Вольфенбюттель став першим ренесансним містом, побудованим за планом на всій території на північ від Альп.
Резиденція герцогів Брауншвейга та Люнебурга 1542 року була зруйнована військами Шмалькальденского союзу. Після цих подій за часів правління герцога Юлія Брауншвейг-Вольфенбюттельского оборонні споруди навколо резиденції було укріплено та з'явилися нові передмістя, де проживали ремісники та солдати.

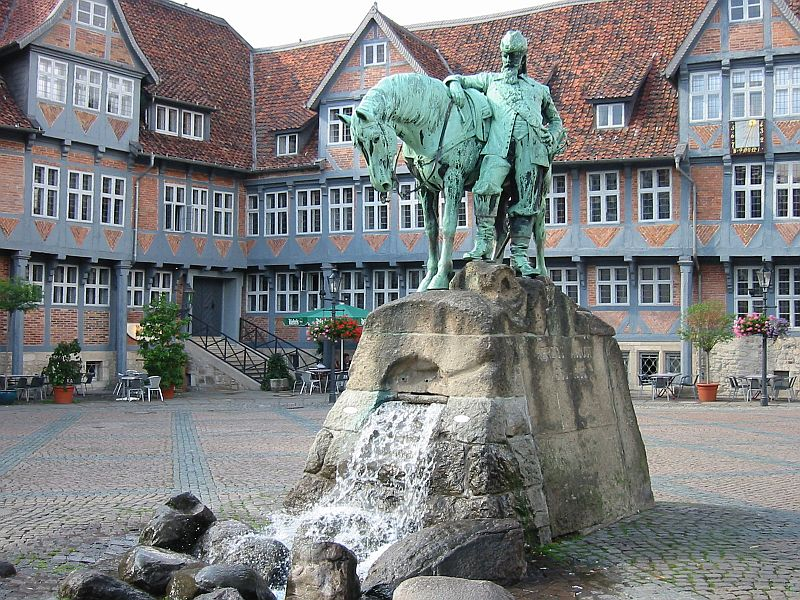
Ринкова площа з кінною статуєю герцога Августа

До 1753 року Вольфенбюттель зберігав статус резиденції Брауншвейг-Вольфенбюттельського князівства. У Вольфенбюттелі жили й служили бібліотекарями при герцогській бібліотеці Готфрід Вільгельм Лейбніц (1690—1716) та Готгольд Ефраїм Лессінг (1770—1781), який написав у Вольфенбюттелі свою п'єсу  «Натан Мудрий» . Тож Вольфенбюттель відомий під назвою  «Місто Лессінга» . На початку XVII століття придворним капельмейстером в Вольфенбюттелі служив композитор та музичний теоретик Міхаель Преторіус.

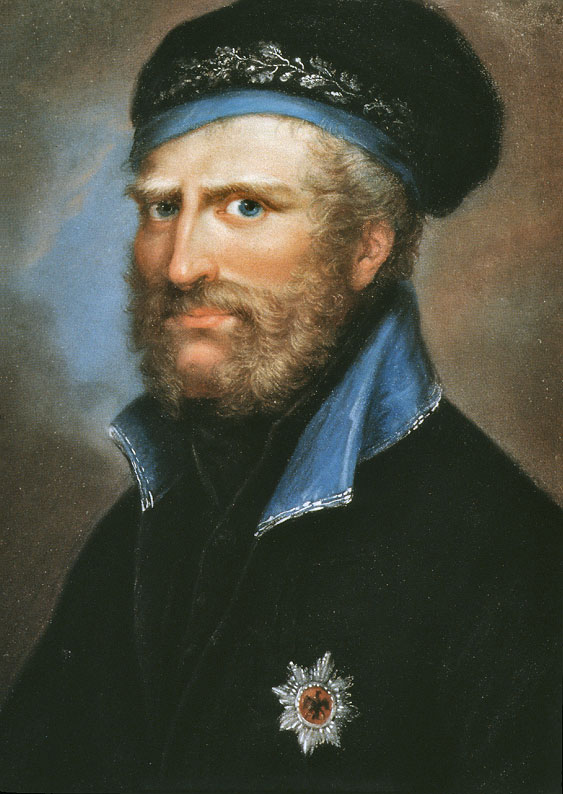
Герцог Фрідріх Вільгельм Брауншвейг-Вольфенбюттель

Найвидатнішими правителями Вольфенбюттеля вважають герцогів Юлія, Генріа Юлія та Августа Молодшого, що правили Брауншвейг-Вольфенбюттельським князівством.
Героєм Визвольної війни в Німеччині став герцог Фрідріх Вільгельм Брауншвейг-Вольфенбюттельський. Позбавлений Наполеоном своїх володінь він екіпірував за свій рахунок військо, на чолі якого виступив проти загарбників. Загинув незадовго до перемоги.
Вольфенбюттель є типовим ренессансним містом-резиденцією з палацом, церквами Святої Марії, Святого Йоганна та Святої Трійці, цейхгаузом, канцелярією та численними добре збереженими фахверковими будинками. Збереглася велика мережа каналів (названих на голландський манер «гракхами»). Цей район відомий сьогодні під назвою «Мала Венеція».

### Резиденція та фортеця герцогів Брауншвейга та Люнебурга

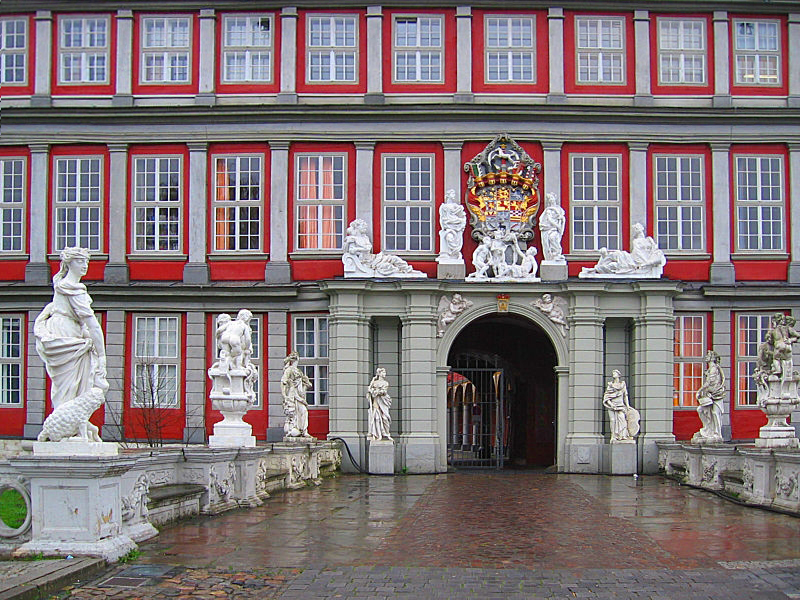
Вхід до резиденції

Вольфенбюттель, де до теперішнього часу збереглися оборонні споруди, має давні військові традиції гарнізонного міста, одного з найстаріших та найбільш неприступних на півночі Німеччини.
Ще у XII столітті в Вольфенбюттелі існував укріплений замок, який 1191 року був зруйнований за наказом Генріха Лева. 1255 року відновлений замок знову зруйнував герцог Альбрехт I. Граф Вольфенбюттеля Гунцелін перейшов на бік Гогенштауфенів та становив серйозну загрозу для Вельфів. Після того, як владу в Вольфенбюттелі остаточно взяли в свої руки Вельфи, було відновлено замок з ровом, а згодом споруджено палац. У 1432—1753 роках Вольфенбюттель правив за резиденцію та оборонну фортецю для герцогів Брауншвейг-Вольфенбюттеля.
З 1570 року фортеця була оснащена бастіонами та куртинами за італійським зразком. Для захисту герцога на службі у Генріха Юлія перебувало декілька рот кінних та піших солдатів, які мали єдину форму.
Незадовго до Тридцятирічної війни за герцога Генріха Юлія оборонні споруди Вольфенбюттеля було укріплено ще раз. До теперішнього часу збереглися цейхгауз та частина фортечного муру, оборонні рови та бастіони. Палацова площа до кінця XVII століття була плацом для герцогських військ. Незважаючи на високий рівень оборони міста після 140-денної облоги місто зайняли імперські війська: селян змусили спорудити дамбу на Окері, вода залила фортецю та досягла там рівня вище людського зросту, а захисники фортеці змушені були здатися.
Нова осада Вольфенбюттеля була влаштована французами під час Семирічної війни.

## Економіка
У місті розташована компанія Mast-Jägermeister AG, що випускає відомий міцний лікер «Єгермайстер».

## Пам'ятки

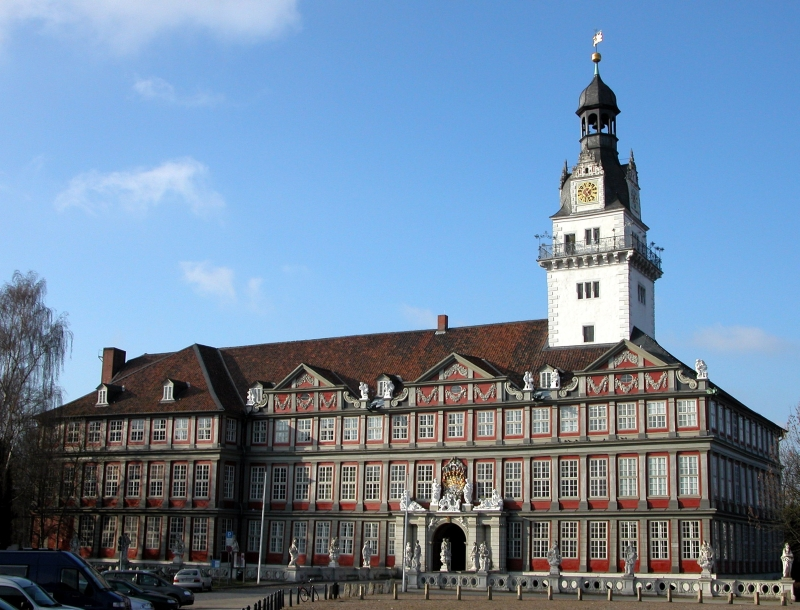
Вольфенбюттельський палац

Сучасний вигляд в стилі ренесансу палац набув завдяки придворному архітекторові Паулю Корбу. Палац в плані є прямокутником, стіни якого прорізані великою кількістю вікон. До вхідної брами у внутрішній двір веде міст. Внутрішнє оздоблення приміщень замку відповідає його ролі одного з центрів інтелектуального життя XVIII століття.

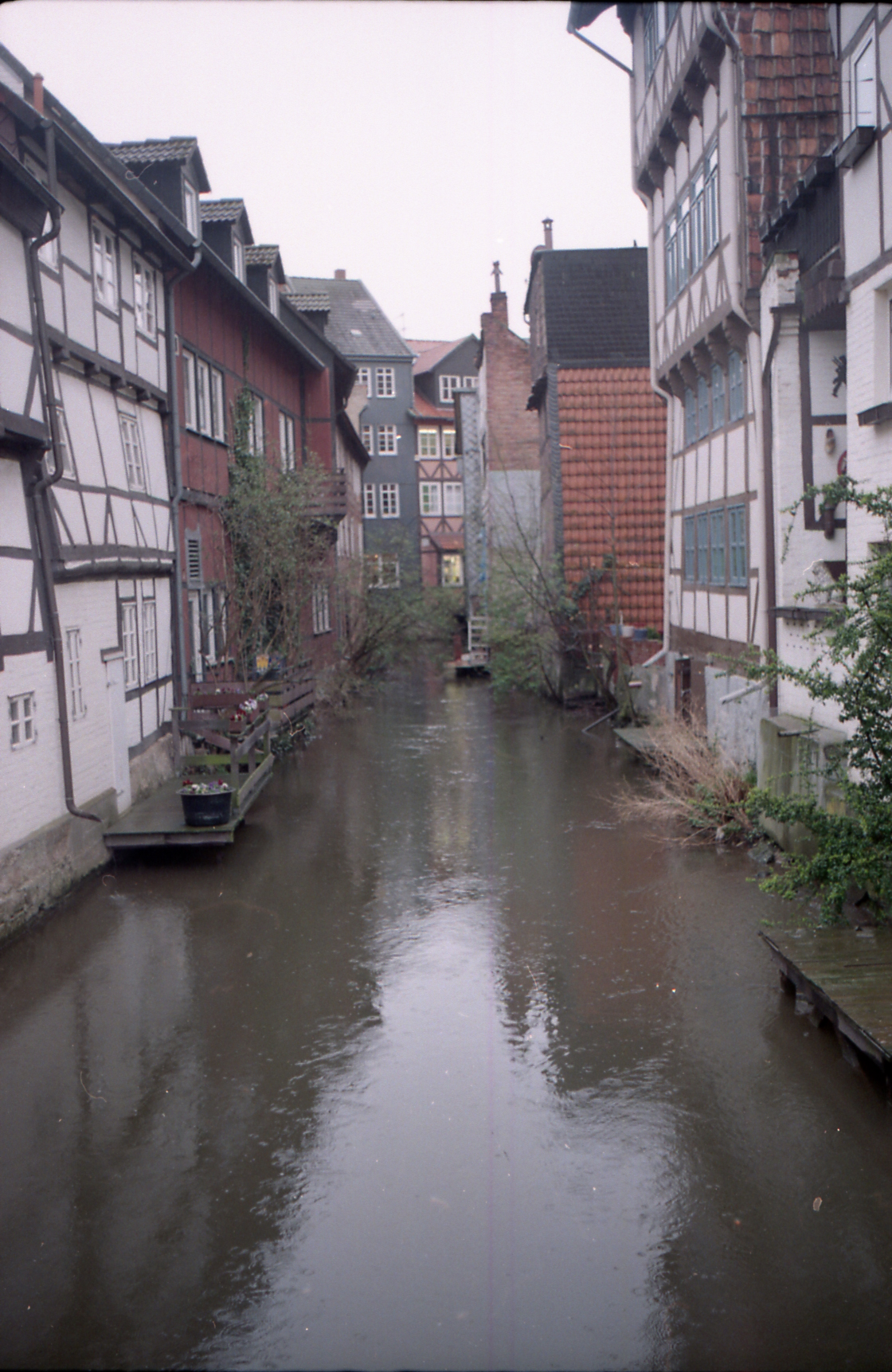
Канал в Вольфенбюттеле

На Палацовій площі Вольфенбюттеля розташовані також такі споруди, як будівля бібліотеки герцога Августа, будинок-музей Лессінга, цейхгауз та Малий палац, де раніше розміщувалася лицарська академія Рудольф-Антоніана, одним з курсантів якої був уславлений Еріхом Распе Барон Мюнхгаузен.
В історичному центрі розташовуються Церква Святої Марії (головна церква міста, початок XVII століття) та церква Святої Троїці.
Між замком та Старим містом знаходився район, у якому жила обслуга замку, цей район звався «Вільним районом герцога» (lang de: Fürstliche Freiheit). Його жителі не обкладалися жодними податками на його користь.
У місті знаходився єврейський квартал, мешканці якого також перебували під захистом герцога. На північ від замку розташувався район «Маленької Венеції», у якій збереглися залишки колись розгалуженої системи каналів.

## Галерея

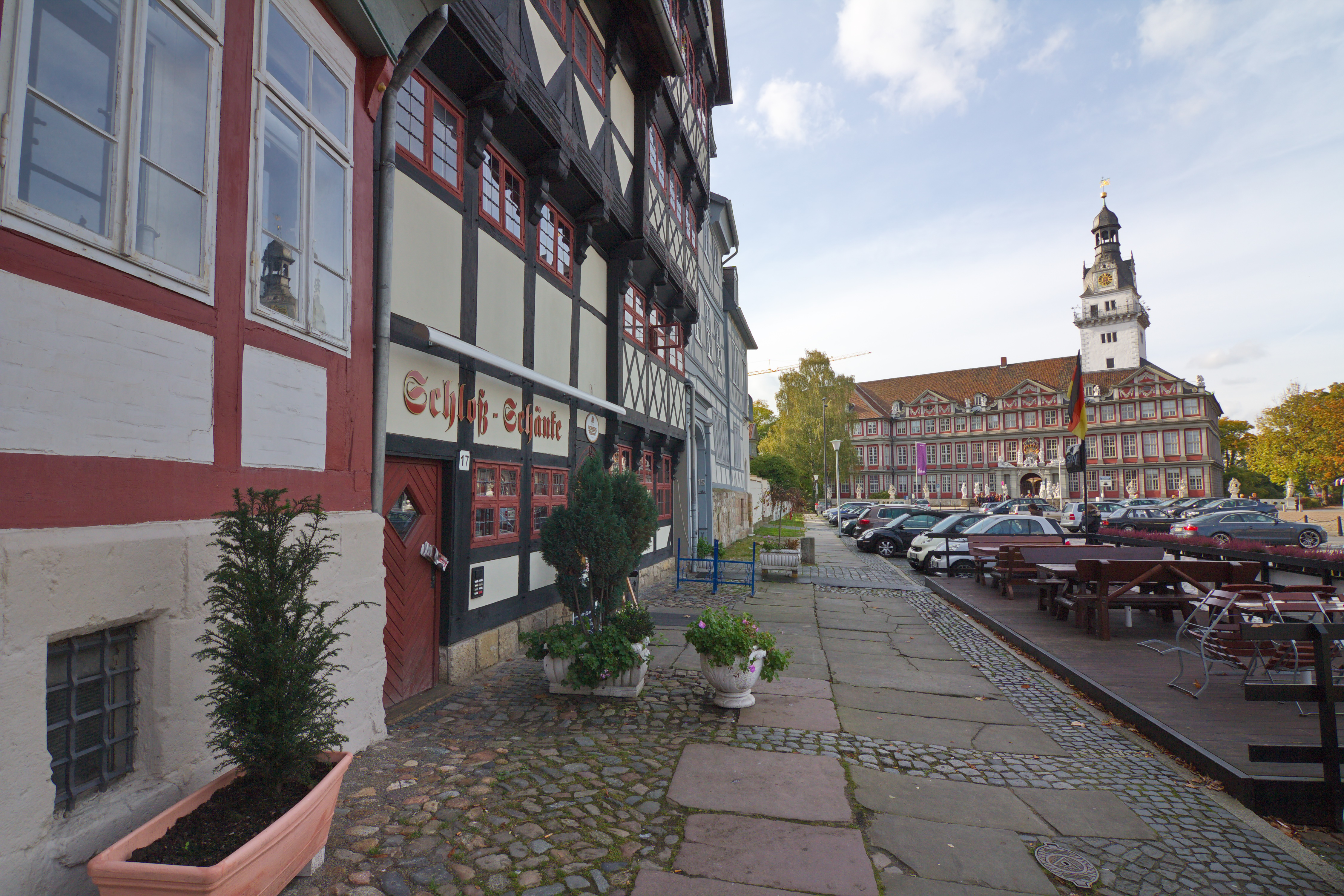
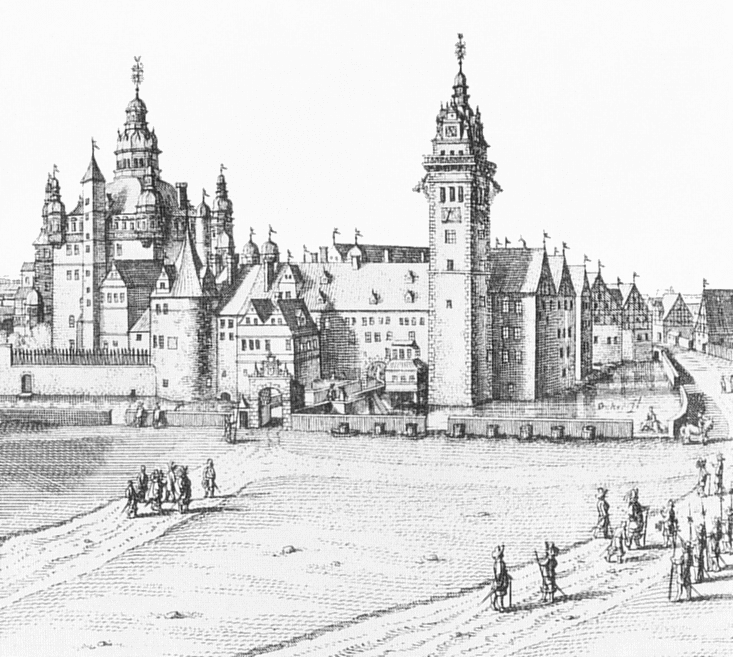
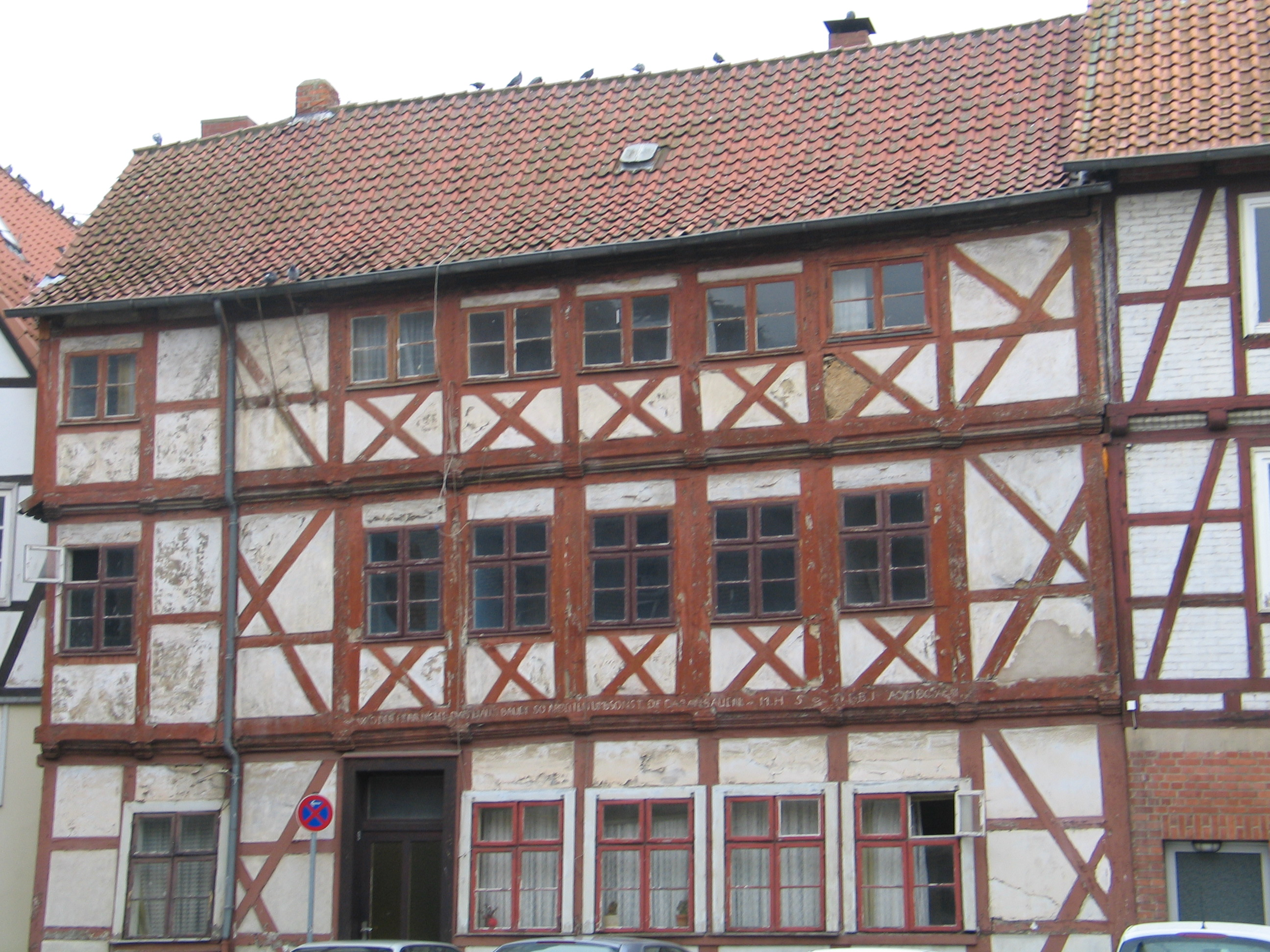
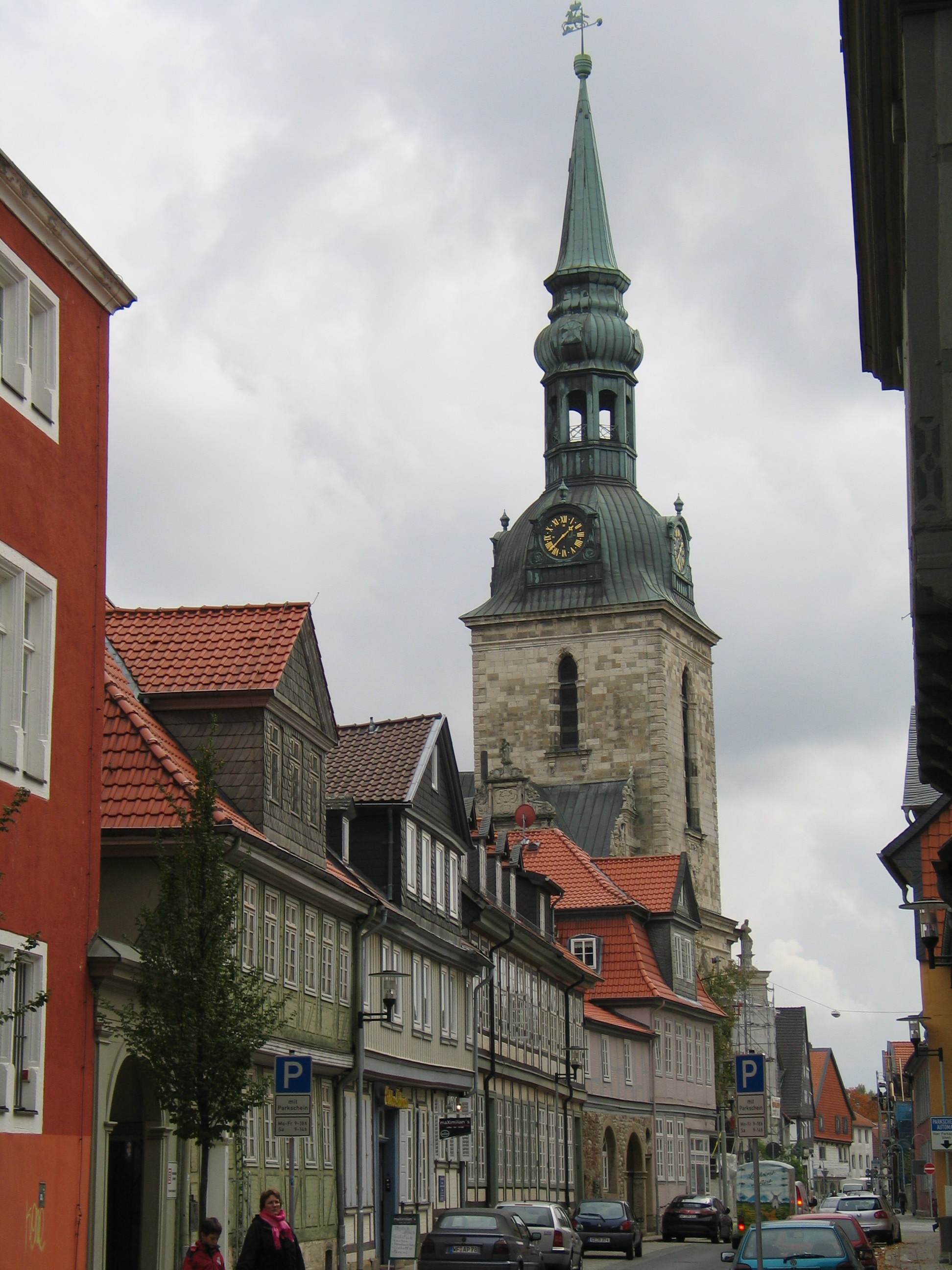
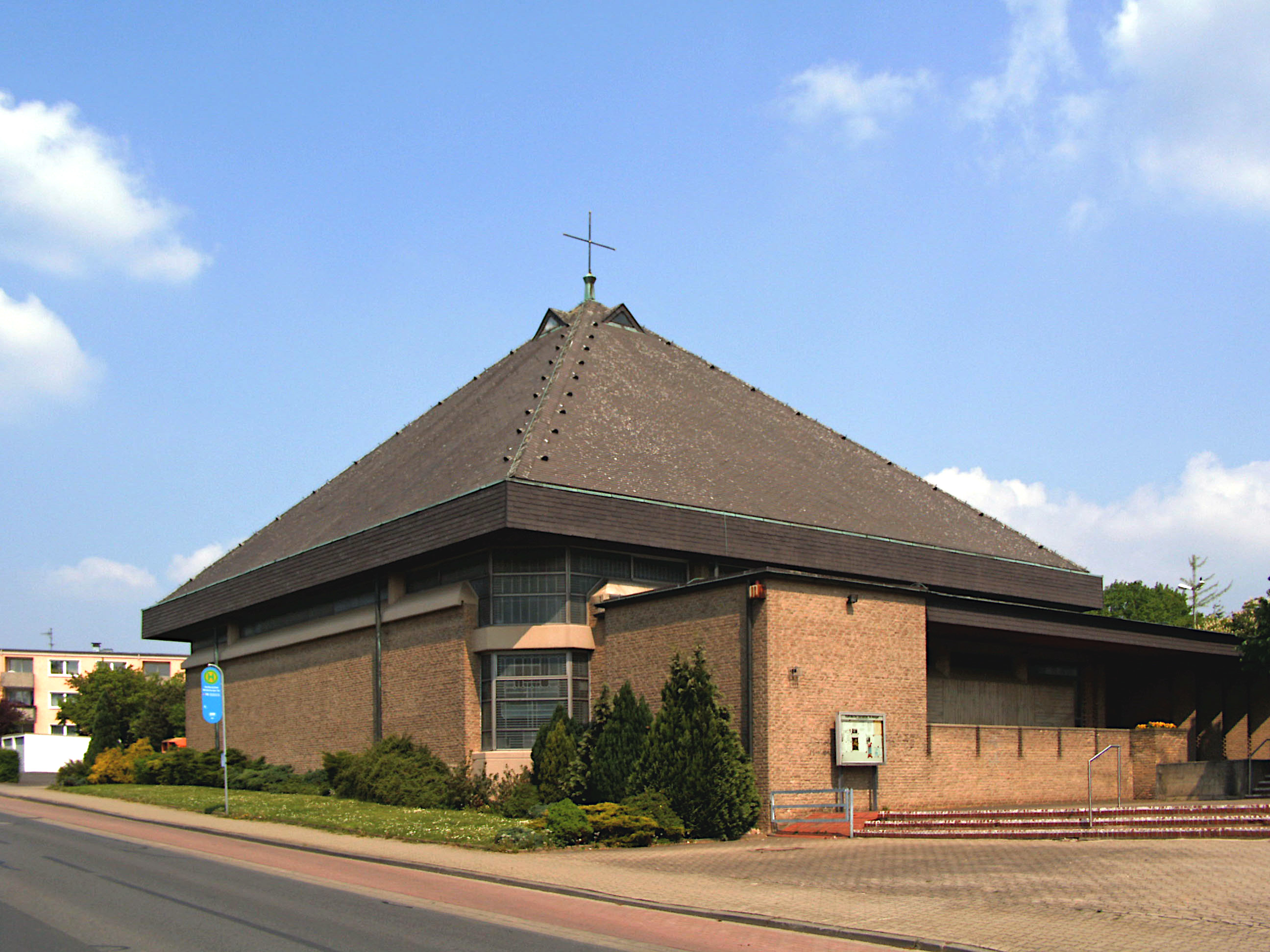
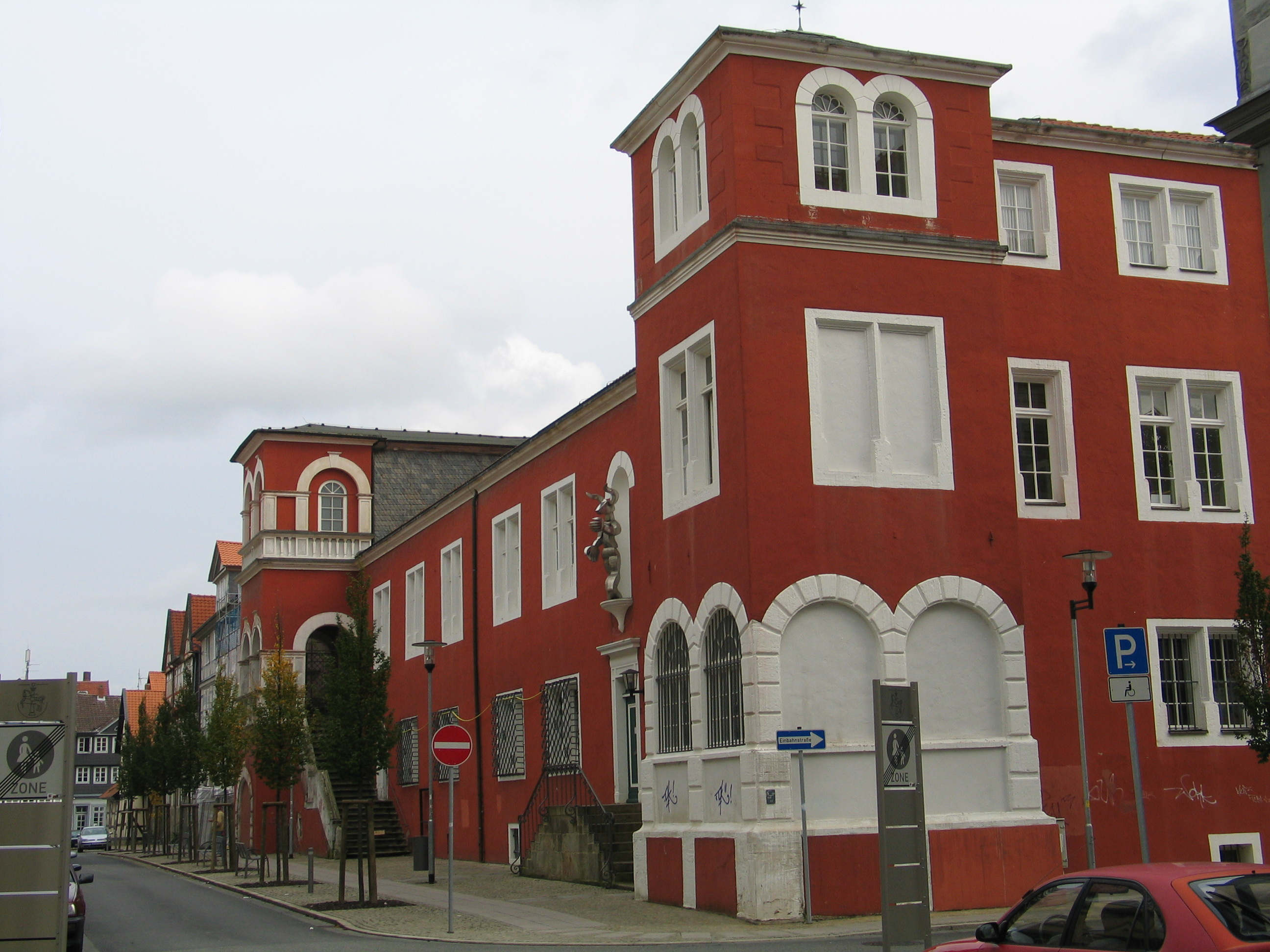